# Kathleen Schlesinger
Kathleen Schlesinger (* 27. Juni 1862 nahe Holywood, Nordirland; † 16. April 1953 in London) war eine britische Musikarchäologin und Musikinstrumentenhistorikerin.

## Leben und Werk
Kathleen Schlesinger erhielt ihre fortgeschrittenere Ausbildung in der Schweiz, von wo aus sie nach London ging. Dort arbeitete sie zunächst als Lehrerin, Journalistin, Wissenschaftliche Mitarbeiterin und zuletzt als Managerin der Verlagsabteilung der Westinghouse Electric Company. Ihr wissenschaftliches Interesse waren Musikinstrumente und vor allem deren historische Entwicklung. Im schon vergleichsweise fortgeschrittenen Alter von 48 Jahren wurde sie 1910 durch ihre zweibändige Arbeit The Instruments of the Modern Orchestra in Fachkreisen schlagartig bekannt. Den ersten Band widmete sie den Instrumenten eines modernen Orchesters und deren Möglichkeiten, im zweiten Band widmete sie sich der Geschichte und den Vorläufern der Streichinstrumente. Zwei Jahre später wechselte sie in A Bibliography of Musical Instruments and Archaeology mit ihrem Hauptinteresse zur Musikarchäologie und damit der Geschichte der Musikinstrumente im Altertum. 1913 und 1914 folgten mehrere Lehraufträge zu altorientalischen Musikinstrumenten am British Museum, dem Victoria and Albert Museum und an der University of London. Aufgrund all der positiven Resonanz wandte sich Schlesinger daraufhin an John Garstang an der University of Liverpool mit der Bitte um Hilfe bei einem Antrag für ein staatliches Stipendium, mit dessen Hilfe sie an einem Buch über die Musik in den Zivilisationen des Altertums arbeiten wollte. Ein solcher Antrag stand zu dieser Zeit unter keinem guten Stern. Zum einen war gerade der Erste Weltkrieg ausgebrochen, zum anderen trug Schlesinger einen deutschen Namen, was in der damaligen Stimmung nicht zur positiven Beurteilung beitragen würde. Dennoch erkannte Garstang das akademische Können und Wissen der Forscherin, ebenso die Einmaligkeit ihres Forschungsgebietes. Zudem wusste er um die angespannte finanzielle Situation Schlesingers zu dieser Zeit. Dank Garstangs Bemühungen erhielt Schlesinger noch 1914 das Forschungsstipendium, ein Fellowship für Archaeology of Music, das an der University of Liverpool angesiedelt war. Da damit keine weiteren Verpflichtungen wie etwa Lehraufträge verbinden waren, konnte sie in London wohnen bleiben. Zeitweise war sie zudem wohl Kuratorin für die Musikinstrumente des British Museum. Seit 1939 erhielt sie eine Pension aus dem Nachlass von Robert Ludwig Mond, der auch schon ihr Forschungsstipendium mit finanziert hatte, und ging im Alter von 77 Jahren in den Ruhestand. Im Zuge dessen wurde ihr Hauptwerk The Greek Aulos – mit einem Vorwort des Latinistik-Professorts in Liverpool, James Mountford – veröffentlicht. Im Alter von 90 Jahren ist Schlesinger in London verstorben.
Schlesingers Arbeiten zur griechischen Musik und Musiktheorie gelten als beeindruckend und originell, sind aber zum Teil nicht unwidersprochen geblieben. Ihr Werk über den Aulos ist bis heute das grundlegende Werk zu diesem Thema, wenngleich es im Detail, etwa zum von ihr postulierten und heute nicht mehr vertretenen Aulos-Modus, nicht mehr durchgängig auf dem heutigen Forschungsstand ist. Als größter Fehler in ihrem Werk gilt heute, dass sie die Meinung vertrat, dass die aus Rohr gefertigten Melodierohre an denselben Stellen Bohrlöcher aufwiesen. Doch schon die ihr zur Forschung zur Verfügung stehenden antiken Exemplare bewiesen, dass dem nicht so war. Der wichtigste Beitrag Schlesingers zur Forschung überhaupt ist, dass zum Verständnis der antiken Musik auch das Verständnis der Musikinstrumente gehört. Ihr Ansehen und ihre Autorität waren in dem Bereich so groß, dass in der 1911er Ausgabe der Encyclopædia Britannica nahezu alle Artikel zu Musikinstrumenten von ihr verfasst wurden. Zudem gab sie The Portfolio of Musical Archaeology heraus. 1920 wurde sie Präsidentin der Society of Women Musicians. Ihr Nachlass befindet sich als Schlesinger Archive in der School of Archaeology, Classics and Oriental Studies der Liverpooler Universität.

## Schriften (Auswahl)
- The Instruments of the Modern Orchestra and Early Records of the Precursors of the Violin Family. 2 Bände,  W. Reeves, London 1910 Digitalisat.
- A Bibliography of Musical Instruments and Archaeology. Intended as a Guide to the Study of the History of Musical Instruments.  W. Reeves, London 1912 Digitalisat.
- The Greek Aulos. A Study of Its Mechanism and of Its Relation to the Modal System of Ancient Greek Music. Followed by: A Survey of the Greek Harmoniai in Survival Or Rebirth in Folk-music. Methuen & Company, London 1939 Digitalisat.
  - Nachdruck: Bouma’s Boekhuis, Groningen 1970.